# Assad Nouhoum
Assad Nouhoum (* 1. Februar 1994 in Fürstenfeldbruck) ist ein deutscher Fußballschiedsrichter.

## Leben

### Privatleben
Nouhoums Eltern stammen aus dem westafrikanischen Staat Togo; er selbst kam in der oberbayerischen Kreisstadt Fürstenfeldbruck zur Welt. Er studierte Ingenieurwissenschaften in München und arbeitet mittlerweile als Ingenieur.
Bevor er sich darauf konzentrierte, seine Schiedsrichterkarriere voranzutreiben, spielte er für den FC Augsburg in der U19. Im Seniorenbereich spielte er in der Landesliga Bayern und der Bayernliga selbst aktiv Fußball.

### Schiedsrichterkarriere
Er pfeift für den SC Oberweikertshofen und begann seine Laufbahn als Unparteiischer im März 2009 als Mitglied der Schiedsrichtergruppe Ammersee-Fürstenfeldbruck, der er nach wie vor angehört.
Am 3. August 2018 war er beim Spiel zwischen der SpVgg Landshut und dem TSV Kastl (5:1) erstmals Hauptschiedsrichter in der sechstklassigen Landesliga Bayern. Ab Juli 2019 war er in der Bayernliga, ab August gleichen Jahres zudem in der B-Junioren-Bundesliga und ab September 2020 in der A-Junioren-Bundesliga im Einsatz. Zur Spielzeit 2021/22 erhielt er eine Nominierung für die viertklassige Regionalliga Bayern und leitete dort im Verlauf der Saison 15 Partien. Nach nur einem Jahr gelang ihm der erneute Aufstieg, als der Deutsche Fußball-Bund am 20. Mai 2022 bekannt gab, dass Nouhoum zukünftig in der 3. Liga aktiv sein wird, in der er zuvor bereits als Linienrichter tätig war.
Seine erste Ansetzung in der 3. Liga leitete er am fünften Spieltag der Saison 2022/23 am 21. August 2022 beim 1:0-Heimsieg des VfB Oldenburg gegen den SC Verl. Am 2. Dezember 2023 war er als vierter Offizieller in der Zweitligapartie des 15. Spieltages der Saison 2023/24 zwischen dem 1. FC Nürnberg und Fortuna Düsseldorf eingesetzt. Nachdem sich der Schiedsrichter Richard Hempel eine Verletzung an der linken Wade zugezogen hatte und das Spiel zunächst zehn Minuten unterbrochen worden war, pfiff Nouhoum die Begegnung, die mit einer 0:5-Heimniederlage der Nürnberger endete, ab der 36. Minute.